# Bornita

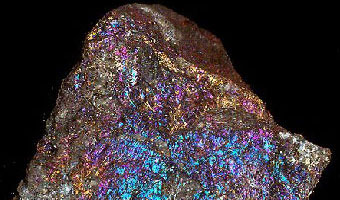
Bornita (Sulfeto de cobre e ferro)

A bornita é um sulfeto mineral cuja composição química é Cu5FeS4 contendo 63,3% de cobre e 11,1% de ferro, que cristaliza-se no sistema cúbico. É um mineral com dureza 3,0, e com densidade 4,9 a 5,3 g/cm3. O nome foi dado em homenagem ao mineralogista alemão Von Born.
Tem uma coloração desde marrom até vermelho bronzeado nas superficies recentemente quebradas, adquirindo rapidamente manchas coloridas iridescentes (como as do óleo quando adicionado a água) quando exposto ao ar, e finalmente negro. As manchas das cores do arco-iíis ocorrem devido à formação de óxidos e hidróxidos na superfície quando o mineral é exposto ao ar. Devido à beleza das variadas cores que surgem o minério foi apelidado de “minério pavão”'. A bornita é um importante mineral de cobre e existe largamente em depósitos de cobre porfírico junto com a comum calcopirita. Também é encontrada empegmatitos. A bornita é um mineral importante devido à sua elevada percentagem em peso de cobre. É encontrado principalmente nos Estados Unidos (Arizona e Montana) e no México.